# Thesium reekmansii
Thesium reekmansii är en sandelträdsväxtart som beskrevs av A. Lawalrée. Thesium reekmansii ingår i släktet spindelörter, och familjen sandelträdsväxter. Inga underarter finns listade i Catalogue of Life.